# Åse Gunhild Woie Duesund
Åse Gunhild Woie Duesund, född 18 april 1944 i Grimstad, Aust-Agder, är en norsk politiker i Kristelig Folkeparti. Hon blev invald i Stortinget som representant för Aust-Agder första gången 1997 och satt i tre perioder till 2009. Duesund var fylkesvaraordfører (vice ordförande i fylkestinget) i Aust-Agder fylke mellan 1993 och 1995.
Duesund är utbildad till fysioterapeut vid Statens fysioterapihøgskole 1969. Hon har också varit yrkesverksam som detta, och även som lärare. Hon var medlem av Aust-Agder fylkesting 1987–1997, de sista fyra åren som heltidspolitiker, och var medlem av Kristelig Folkepartis centralstyrelse 1999–2003.

## Stortingskommittéer
- 2005 – 2009: medlem i Arbeids- og sosialkomiteen; suppleant i den norska delegationen till Europarådets parlamentariska församling
- 2001 - 2005 andre vice ordförande i socialkommittén (Sosialkomitéen).
- 2001 - 2005 ställföreträdande (varamedlem) i den utvidgade utrikeskommittén (Den utvidede utenrikskomitéen).
- 2001 - 2005 medlem i fullmaktskommittén (Fullmaktskomitéen).
- 1997 - 2001 medlem i socialkommittén.
- 1997 - 2001 medlem i den utvidgade utrikeskommittén till 22 mars 2000, därefter ställföreträdande medlem.
- 1997 - 2001 medlem i fullmaktskommittén.